# 渡辺愛優美
渡辺 愛優美（わたなべ あゆみ）は、DJおよびヨガインストラクター。タイでDJNENEとして活動している。